# وزارت فدرال حمل و نقل و زیرساخت‌های دیجیتال (آلمان)
وزارت فدرال حمل و نقل و زیرساخت‌های دیجیتال (‌BMDV) یکی از وزراتخانه‌های آلمان فدرال است. این وزارتخانه دفتر مرکزی (اولین مقر) خود را در برلین و دومین مقر، که از نظر پرسنلی دارای تعداد بیشتری از کارکنان است، را در شهر بُن دارد. در رأس این وزارتخانه، وزیر فدرال دیجیتال و حمل‌ونقل قرار دارد. در این وزارتخانه حدود ۱۲۴۵ نفر مشغول به کار هستند که از این تعداد حدود ۶۹۳ نفر در بُن، حدود ۵۵۲ نفر در برلین و تا ۱۵ نفر نیز در خارج از کشور فعالیت دارند. ۴۴ نهاد زیر نظر این وزارتخانه فعالیت می‌کنند که مجموعاً حدود ۲۳٬۵۰۰ نفر در آن‌ها مشغول به کار هستند.
از زمان روی کار آمدن دولت کنونی آلمان در دسامبر ۲۰۲۱، فولکر ویسینگ به عنوان وزیر حمل و نقل و زیرساخت‌های دیجیتال فعالیت می‌کند. وی سابقا از حزب دموکراتیک آزاد آلمان (FDP) بوده ولی از ۶ نوامبر ۲۰۲۴ به عنوان یک فرد بی‌طرف سیاسی فعالیت می‌کند. ویسینگ این تصمیم را پس از بروز اختلافات صدراعظم اولاف شولتش با کریستیان لیندنر، رهبر FDP و وزیر دارایی آلمان، بر سر سیاست‌های مالی و بودجه‌ای و برکناری وی اتخاذ کرد. شولتز معتقد بود که سیاست‌های لیندنر می‌تواند به پروژه‌های زیرساختی و دیجیتال‌سازی آسیب بزند. با این حال، ویسینگ ترجیح داده است که با خروج از FDP و بدون عضویت در احزاب دیگر در سمت خود باقی بماند و برخلاف برخی دیگر از وزرای FDP، از مقام خود استعفا نکند.
ویسینگ در انجام وظایف خود توسط سه دبیر پارلمانی (که هر کدام عضو مجلس نمایندگان بوندستاگ هستند) و سه دبیر رسمی پشتیبانی می‌شود.